# Madre e hijo (película)
Madre e hijo (Мать и сын en ruso; transliterada Mat i syn) es una película de coproducción ruso-alemana estrenada en 1997 y dirigida por el director Aleksandr Sokúrov. Es la primera de una trilogía sobre las relaciones humanas, que vio su continuación en 2003 con la película Padre e hijo (Отец и сын, transliterada Otéts i syn), y está previsto que finalice con una tercera titulada Dos hermanos y una hermana, todavía no rodada a fecha de 2012.
Esta película le valió a su director sus primeros reconocimientos internacionales, principalmente por su investigación en los aspectos pictóricos del cine. La película está rodada fundamentalmente mediante planos fijos cuya imagen se ve alterada mediante recursos como el uso de lentes anamórficas para estirar la imagen, la filmación sobre el reflejo de espejos cóncavos y convexos, o incluso mediante el empleo de pintura en las lentes para alterar algunos planos estáticos. Según el director, la cinta se inspiró en la pintura del romanticismo alemán, especialmente en Friedrich.
La película tiene un argumento minimalista sobre la relación entre un hijo y su madre gravemente enferma, y se desarrolla en una casa rural. Está rodada en idioma ruso, y tiene una duración de 73 minutos.

## Ficha técnica
- Dirección: Aleksandr Sokúrov
- Fotografía: Alekséi Fiódorov
- Música: Glinka, Otmar Nussio
- Guion: Yuri Arábov
- Intérpretes: Alekséi Ananíshnov, Gudrun Geyer